# Emili Longí
Emili Longí (en llatí Aemilius Longinus) va ser un soldat romà, desertor de la Legio I, que va matar a Dil·li Vòcula per instigació de Juli Clàssic, durant la gran revolta dels trèvers contra Roma de l'any 70. No gaire després va ser capturat i executat per soldats de la Legio VI